# Titus Menenius Lanatus (consul en -477)
Pour les articles homonymes, voir Menenius Lanatus.
Titus Menenius Lanatus est un homme politique romain du Ve siècle av. J.-C., consul en 477 av. J.-C.

## Famille
Il est le fils d'Agrippa Menenius Lanatus, consul en 503 av. J.-C., et le petit-fils d'un Caius Menenius. Son nom complet est Titus Menenius Agrippae f. C.n. Lanatus,,. Il a probablement un frère qui s'appelle Agrippa Menenius Lanatus. Il est le père de Lucius Menenius Lanatus, consul en 440 av. J.-C., et d'Agrippa Menenius Lanatus, consul en 439 av. J.-C.

## Biographie

### Consulat (477)
En 477 av. J.-C., il est élu consul avec Caius Horatius Pulvillus,. Le Sénat lui confie la conduite de la guerre contre les Véiens qui viennent d'écraser les Fabiens lors de la bataille du Crémère, tandis que son collègue se prépare à affronter les Volsques. Il est mis en échec par les Véiens qui installent leur camp sur le Janicule. Caius Horatius Pulvillus est rappelé en urgence du pays volsque pour défendre la ville. Il remporte une première bataille sur le Janicule, mais ce sont les consuls de l'année suivante qui mettent fin à la guerre,.

### Procès (476)
Dès sa sortie de charge, en 476 av. J.-C., il est mis en accusation par les tribuns de la plèbe Quintus Considius et Titus Genucius. Les tribuns lui reprochent sa conduite des opérations militaires pour l'année 477, notamment d'avoir laissé les Fabiens se faire massacrer et d'avoir laissé l'ennemi prendre ensuite le fort de Crémère alors que son camp était proche,,. Néanmoins, les auteurs antiques soulignent que l'accusation est peut-être plus motivée par son opposition à la loi agraire que les plébéiens réclament depuis la mort de Spurius Cassius Vecellinus en 486,.
L'affaire est portée devant les comices tributes, et l'ancien consul encourt la peine de mort mais le Sénat le défend avec autant d'ardeur que pour Coriolan quelques années auparavant et la popularité de son père Agrippa Menenius Lanatus, qui avait réconcilié plèbe et patriciat à la suite de la première sécession de la plèbe, empêche les tribuns de la plèbe de le condamner à mort ou à l'exil. Ils réduisent finalement la peine à une amende de 2 000 as,. Selon Tite-Live, c'est tout de même un arrêt de mort car Lanatus ne peut supporter d'avoir été condamné et une maladie l'emporte dans l'année.
Le déroulement du procès et les accusations portées contre Lanatus paraissent aujourd'hui douteux et peu réalistes tels qu'ils sont rapportés par les auteurs antiques. En effet selon Denys d'Halicarnasse et Tite-Live, au départ, le procès contre l'ancien consul suit une procédure qui peut mener à la peine capitale, pourtant, l'affaire s'achève sur une amende, certes considérée comme l'amende la plus importante jamais demandée, mais à l'époque, les amendes publiques sont établies en bétail et ne sont converties en as que plus tard. Dion Cassius rapporte une version différente de celle rapportée par Denys d'Halicarnasse et Tite-Live, s'appuyant vraisemblablement sur des sources anciennes qui utilisent encore le terme de « préteur » pour désigner un consul. Selon lui, Lanatus est bien condamné à mort à l'issue de son procès. Ce procès et la condamnation d'un ancien consul remettent en cause l'hégémonie patricienne et marquent le début d'une série d'évènements qui aboutit à la promulgation de la Lex Publilia en 471 av. J.-C., entraînant le retour au pouvoir de l'élite plébéienne.

### Auteurs antiques
- Tite-Live, Histoire romaine, Livre II, 51-52 sur le site de l'Université de Louvain
- Diodore de Sicile, Histoire universelle, Livre XI, 17 sur le site de Philippe Remacle
- (en) Denys d'Halicarnasse, Antiquités romaines, Livre IX, 1-24 sur le site LacusCurtius

### Auteurs modernes
- (en) T. Robert S. Broughton, The Magistrates of the Roman Republic : Volume I, 509 B.C. - 100 B.C., New York, The American Philological Association, coll. « Philological Monographs, number XV, volume I », 1951, 578 p.
- (fr) Janine Cels-Saint-Hilaire, La République des tribus : Du droit de vote et de ses enjeux aux débuts de la République romaine (495-300 av. J.-C.), Toulouse, Presses universitaires du Mirail, coll. « Tempus », 1995, 381 p. (ISBN 2-85816-262-X, lire en ligne)
- (fr) Giles Constable et Michel Rouche, Auctoritas, Presses universitaires de Paris Sorbonne, 2006, 807 p. (ISBN 978-2-84050-407-8, lire en ligne)